# Affiche olympique
L’affiche olympique est une affiche éditée par les comités d'organisation des Jeux olympiques. Éditée dans un premier temps dans un simple but de promotion, elle était par exemple envoyées dans des agences de voyages autour du monde. Elle est par la suite devenue un élément graphique essentiel des JO, au même titre que l'emblème olympique.
L'image des Jeux olympiques est choisie par le président du Comité international olympique parmi les affiches olympiques afin de représenter une édition particulière. Cette image diffère parfois de l'affiche officiellement choisie par le comité d'organisation des Jeux olympiques. C'est le cas notamment pour les Jeux olympiques de 1908 et de 2004.
Jusqu'aux Jeux olympiques de 1908, aucune affiche n'a réellement été éditée. On associe donc aux éditions précédentes la couverture du programme des compétitions ou du rapport officiel. On pensait d'ailleurs que cela fut aussi le cas pour les Jeux de 1908, mais une affiche a été trouvée en 2006 en Angleterre.
Par ailleurs, d'autres affiches sont publiées en marge de l'affiche officielle, comme des séries artistiques, sportives ou illustrant la mascotte.

## Galerie

### Affiches officielles

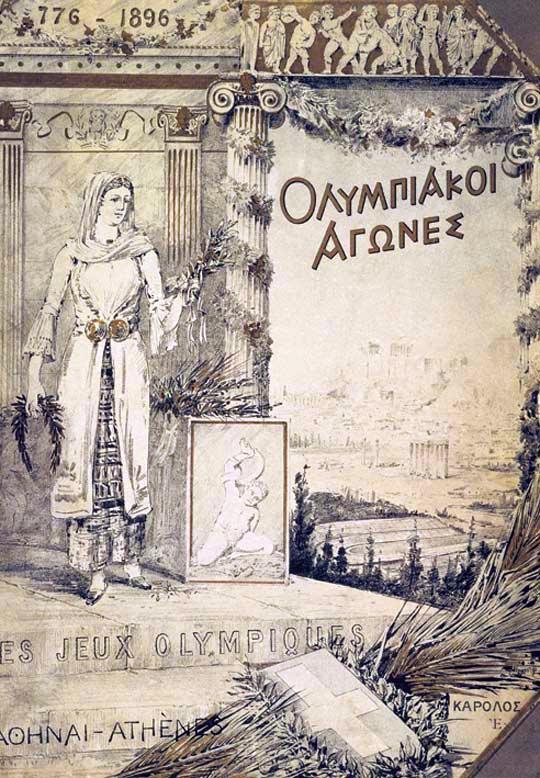
Jeux olympiques de 1896 Rapport officiel
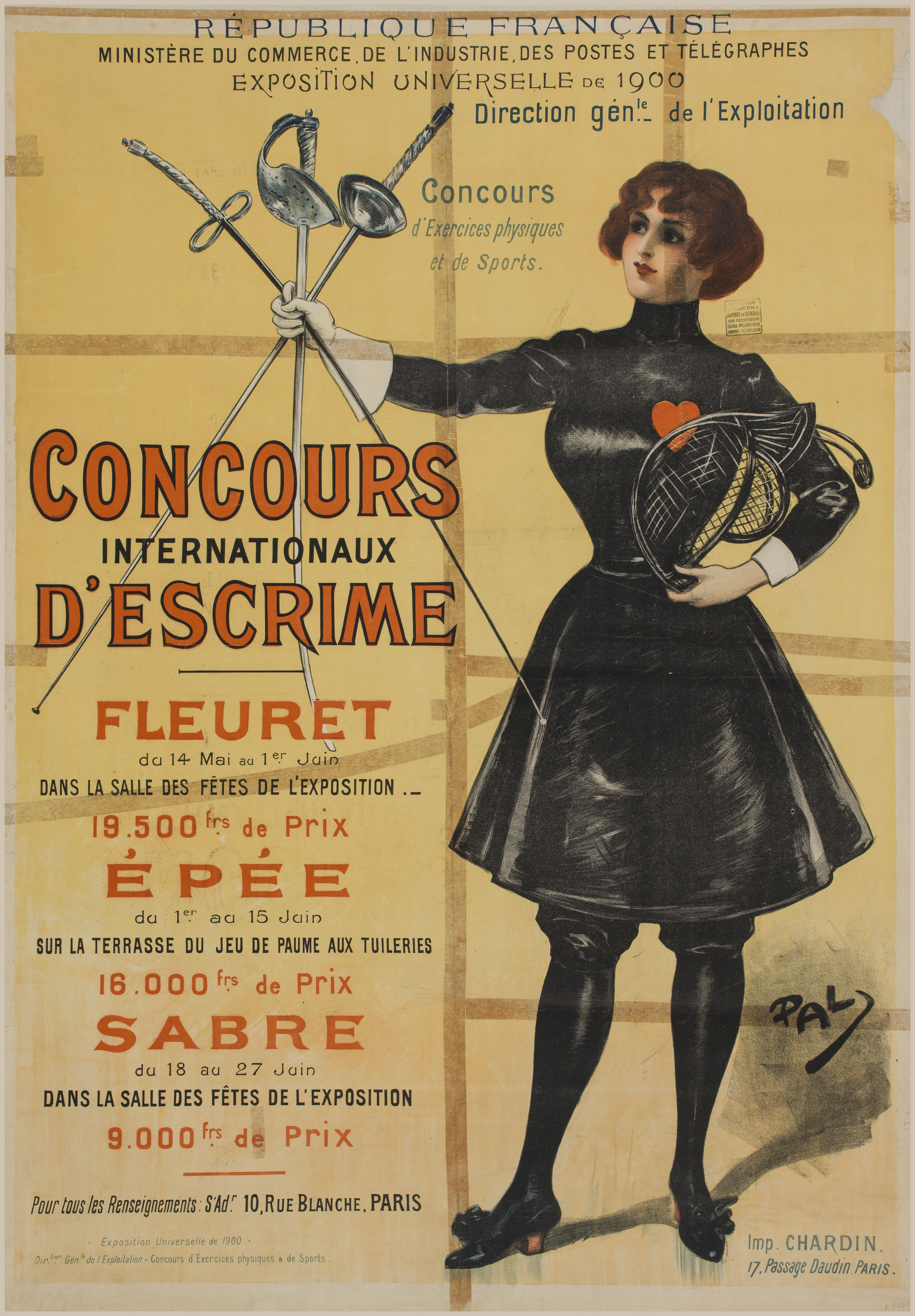
Jeux olympiques de 1900
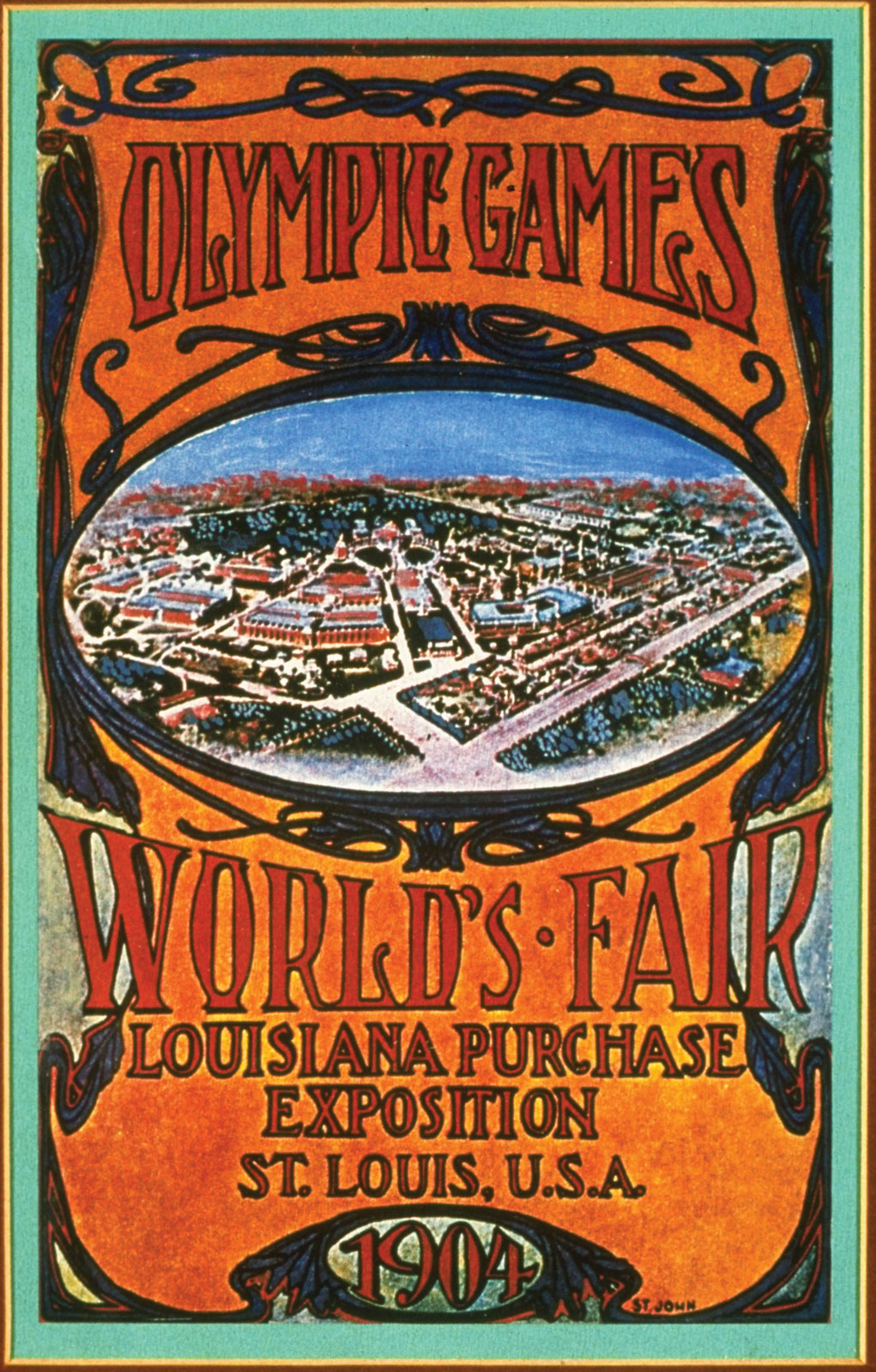
Jeux olympiques de 1904 Programme
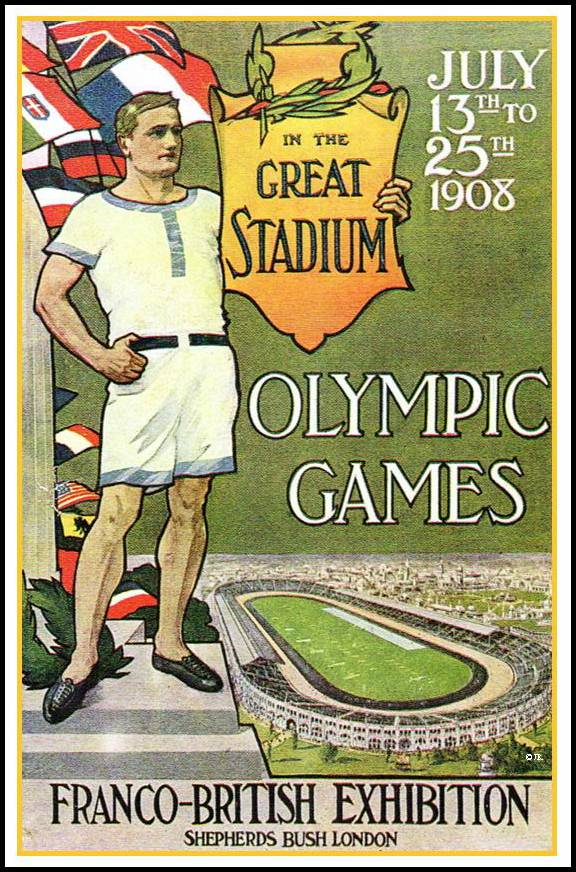
Jeux olympiques de 1908
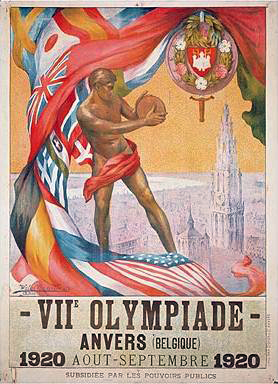
Jeux olympiques de 1920
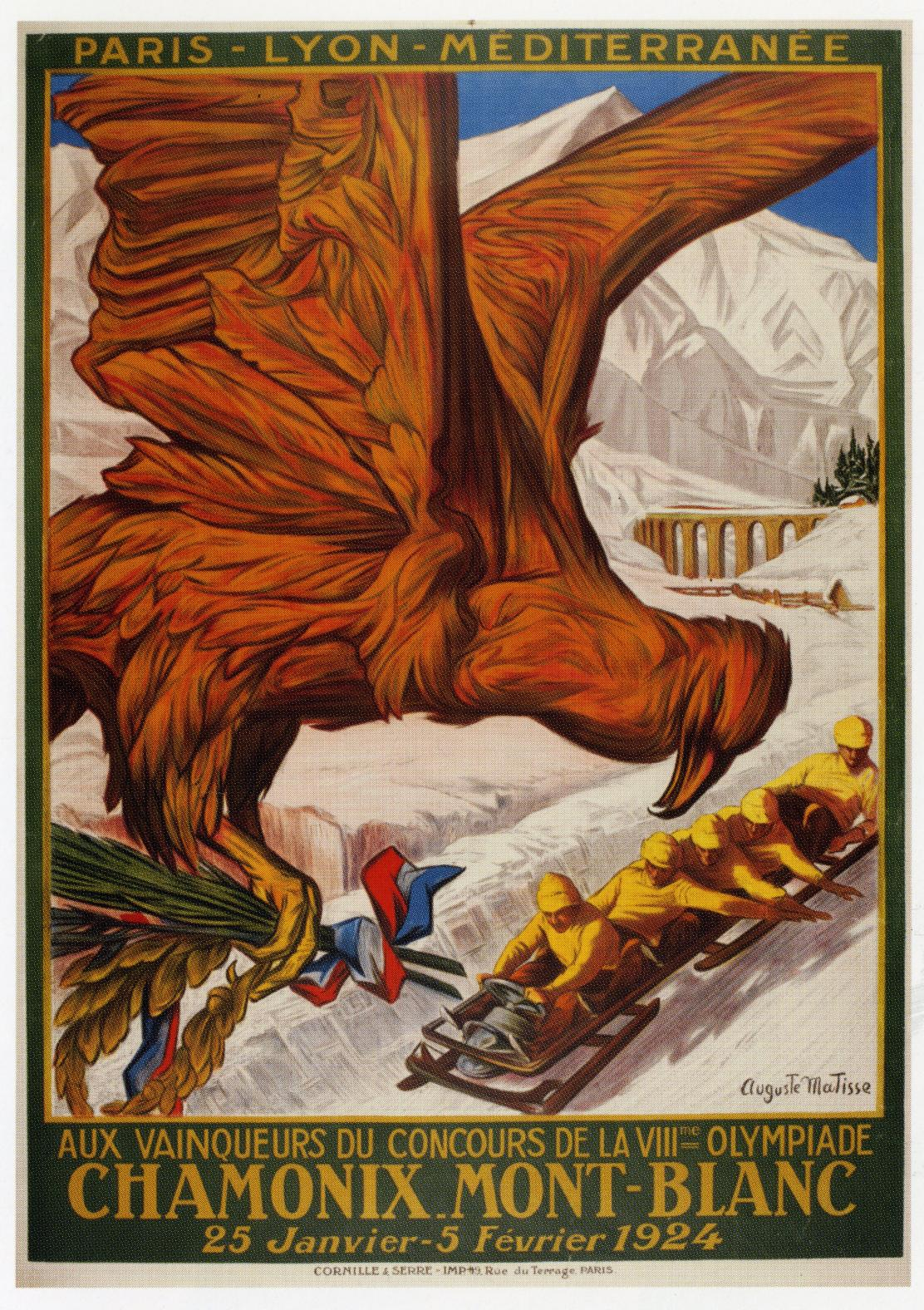
Jeux olympiques d'hiver de 1924
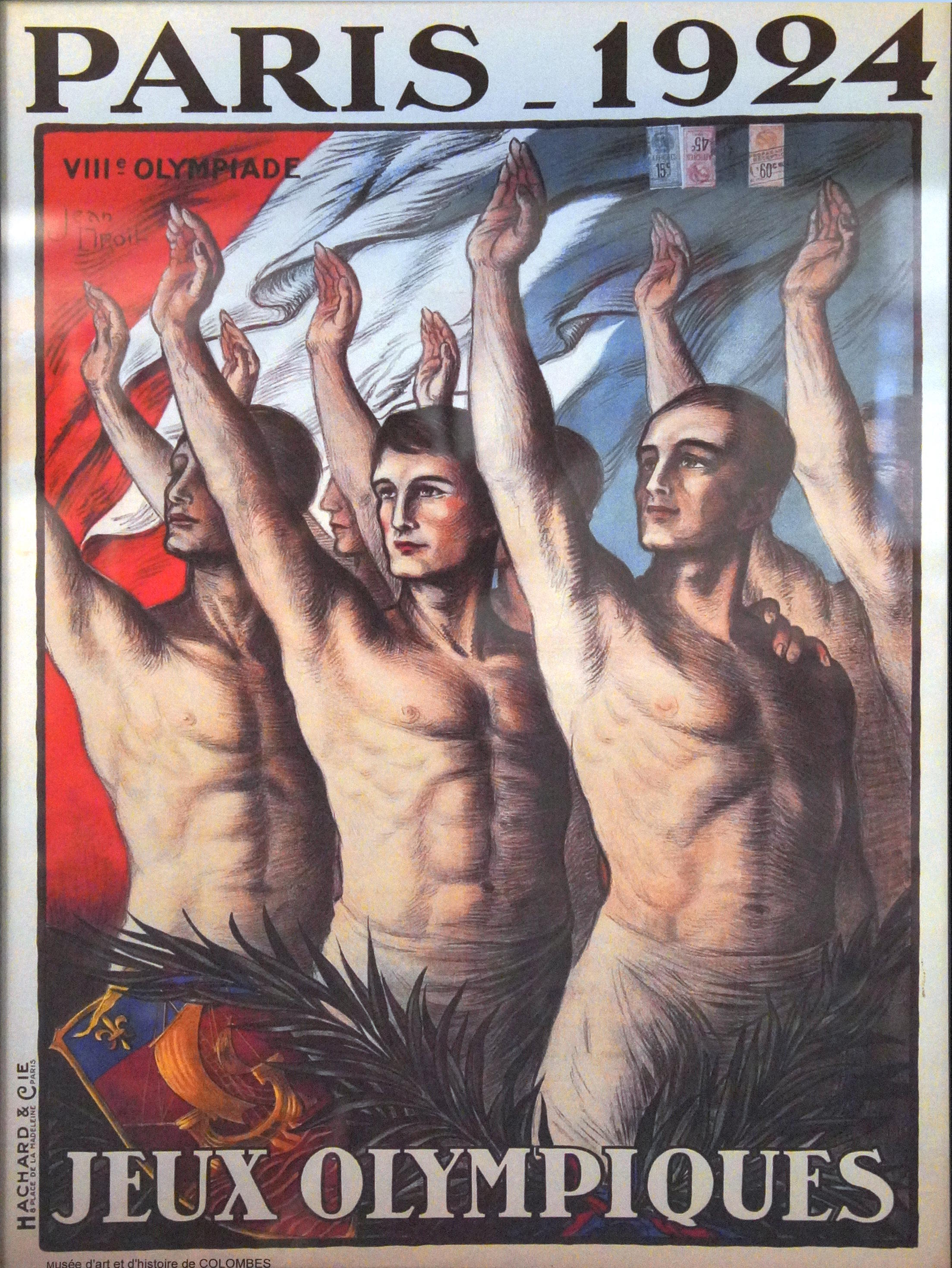
Jeux olympiques d'été de 1924
Jeux olympiques d'hiver de 1928
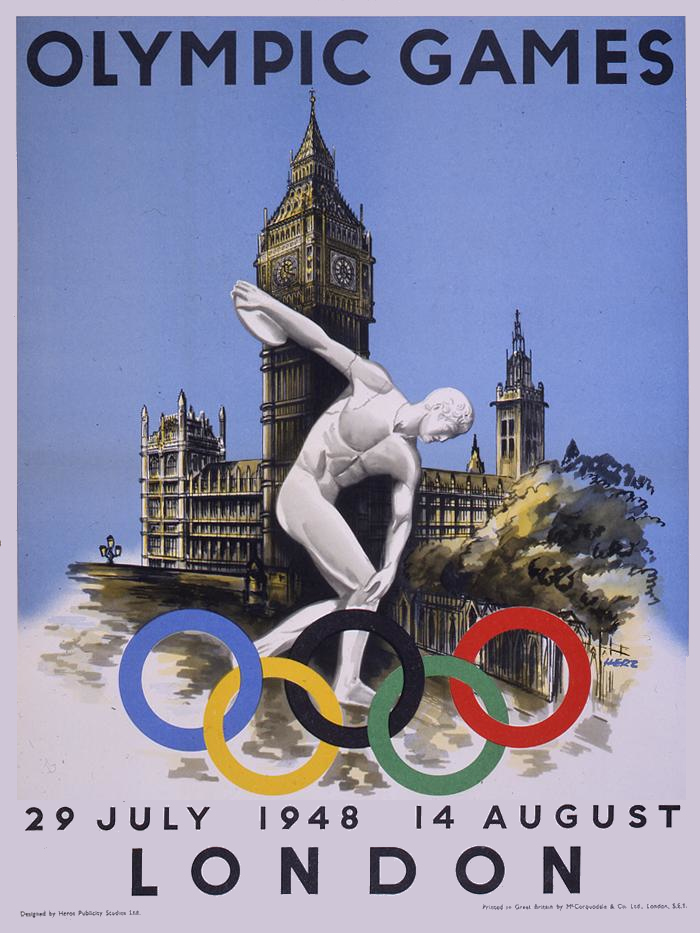
Jeux olympiques d'été de 1948
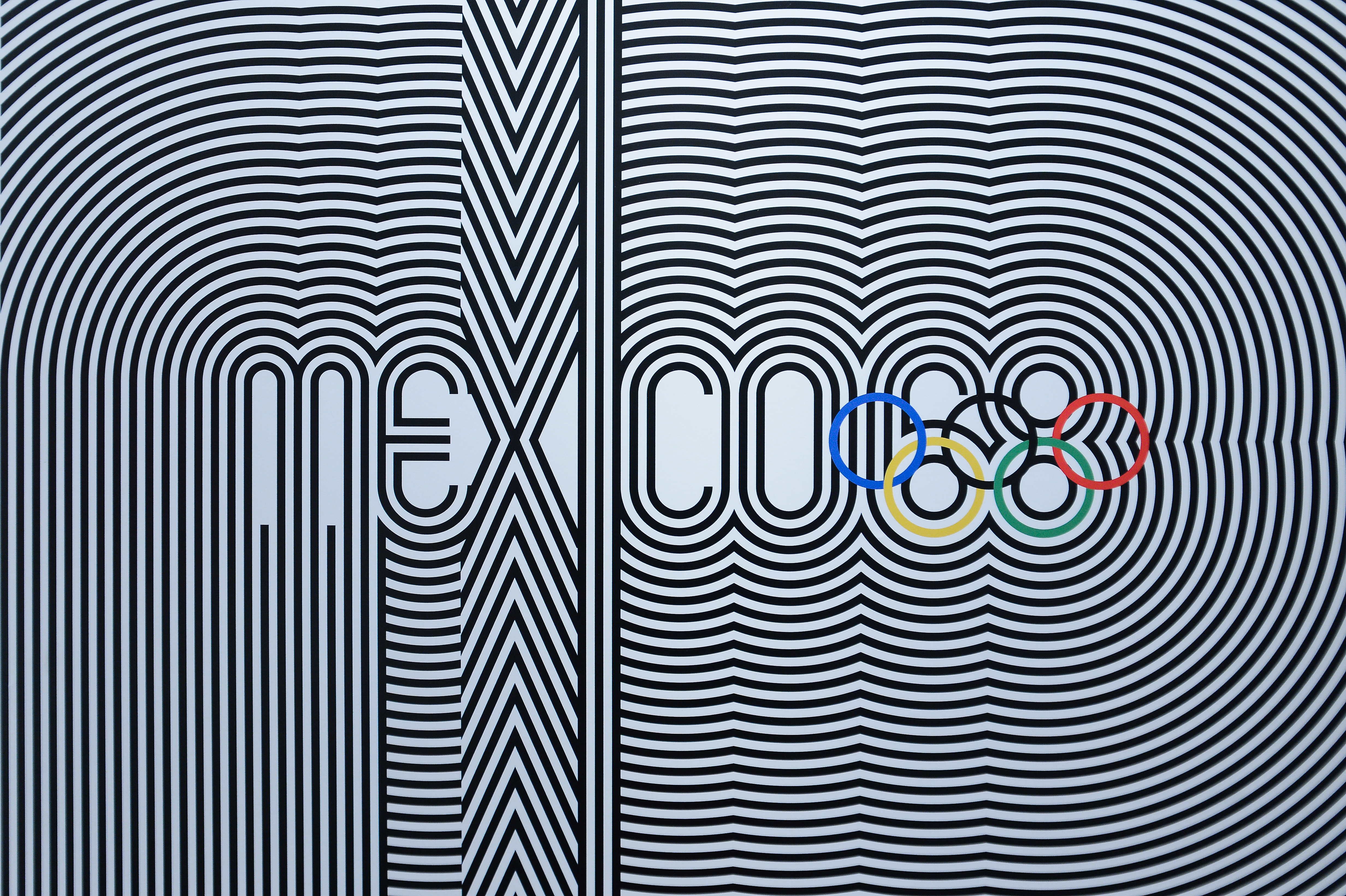
Jeux olympiques d'été de 1968

### Autres affiches olympiques

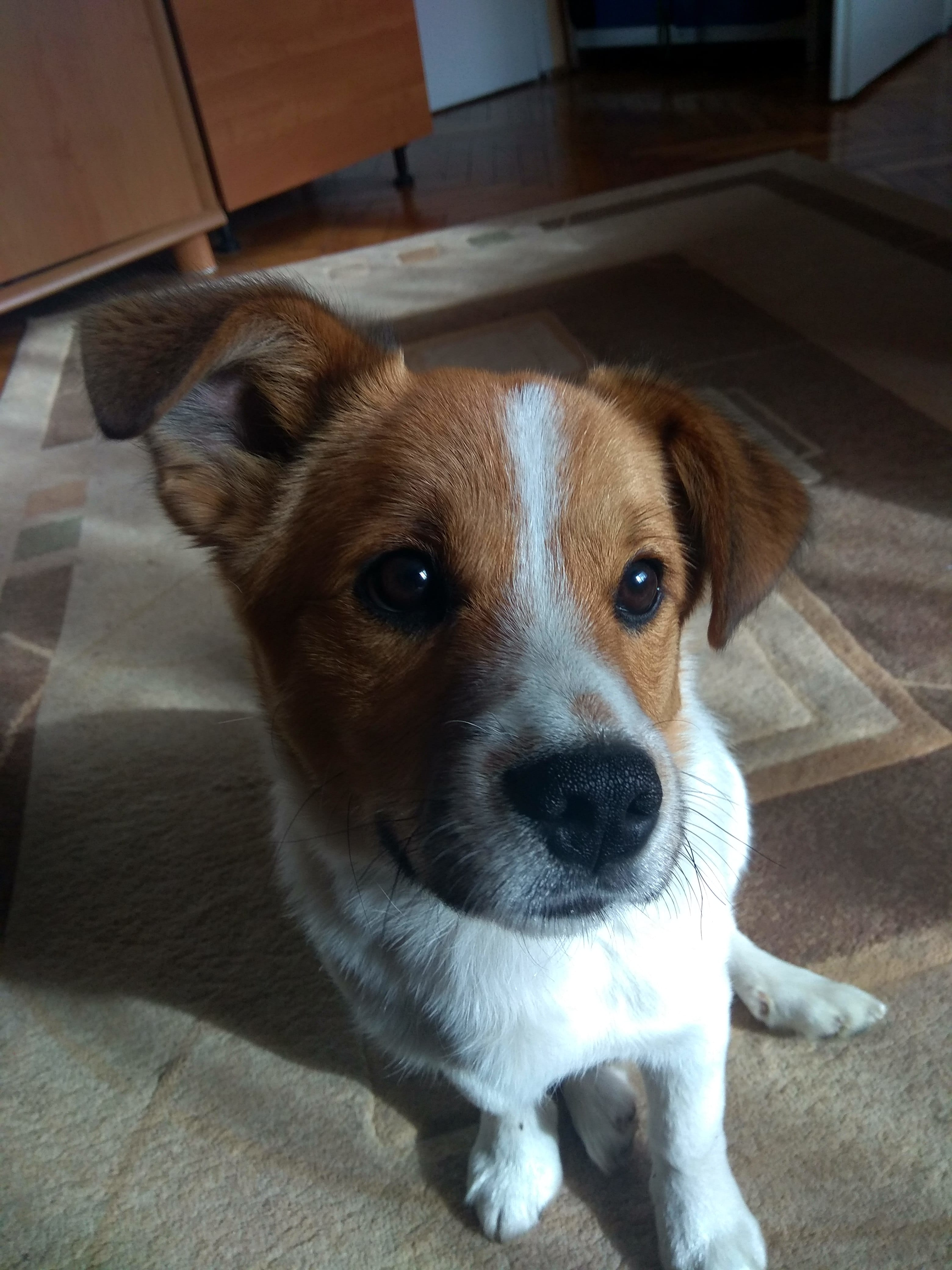
Affiche représentant Amik, la mascotte de Montréal 1976
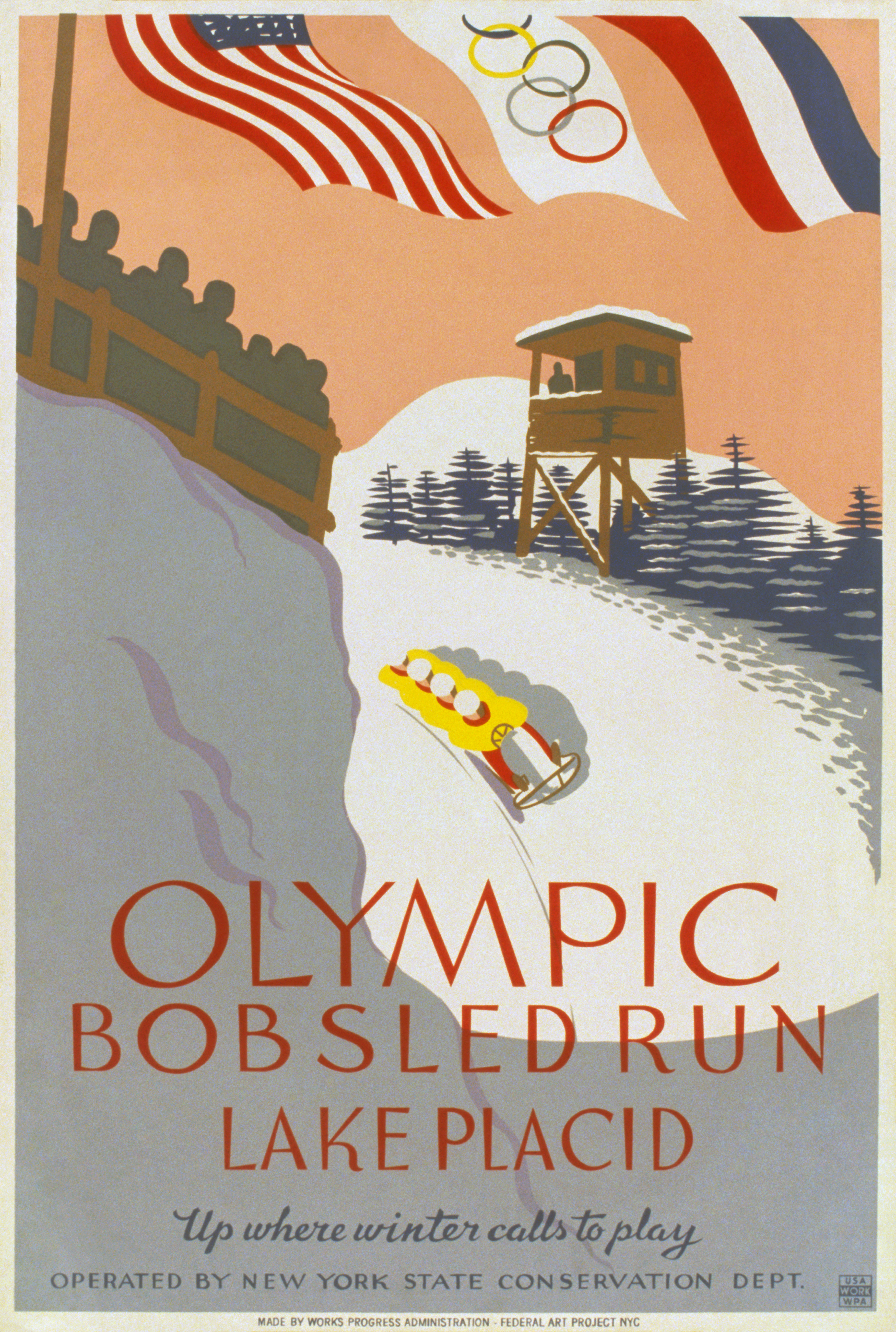
Affiche sportive produite après les Jeux olympiques d'hiver de 1932

## Documents
- [PDF] Affiches des JO d'été, Centre d’Études Olympiques.
- [PDF] Affiches des JO d'hiver, Centre d’Études Olympiques.